# 아프리카 스포르
아프리카 스포르 다비장(프랑스어: Africa Sports d'Abidjan) 또는 아프리카 스포르(프랑스어: Africa Sports)는 코트디부아르 아비장의 축구 클럽이다.

## 선수 명단

### 역대
틀:리그 2 (코트디부아르)